# Pristis zijsron
Il pesce sega lungopettine (Pristis zijsron) è un pesce della famiglia dei Pristidi. A volte è anche noto come pesce sega verde per la sua colorazione bruno-verdastra che presenta sul dorso. La IUCN la considera a rischio critico di estinzione per la pesca indiscriminata e per il rostro.              

## Descrizione
Questa specie presenta un rostro lungo 1-1,6 m con una lunghezza totale corporea di 7,3 m. La colorazione della superficie dorsale è marrone-verdastra, le pinne dorsali sono grigio giallastro e i fianchi sono giallastri con una dissolvenza con il colore biancastro del ventre.

## Distribuzione e habitat
Nativo dell'Indo-Pacifico occidentale, il suo areale si estende dalla costa orientale africana alle isole del Sud-est Asiatico ma è diffuso anche in Australia settentrionale.